# WTA Tour Championships 2012
WTA Tour Championships 2012 er en tennisturnering på WTA Tour 2012, med deltagelse af de bedste højst rangerende spiller i verden.
Turneringen blev afviklet i Istanbul, Tyrkiet fra 23. til 28. oktober, 2012. Det var den henholdsvis den 42. og 37. udgave af single- og doubleturneringen.

## Mester

### Single
- Serena Williams –  Maria Sharapova, 6–4, 6–3

Det var Williams' syvende titel i 2012. Det var hendes tredje WTA Championships titel, eftersom hun også vandt turneringen i 2001 og 2009.

### Double
- Maria Kirilenko /  Nadia Petrova def.  Andrea Hlaváčková /  Lucie Hradecká, 6–1, 6–4